# 克拉斯涅 (穆羅瓦尼庫里利夫齊區)
48°51′28″N 27°30′57″E / 48.85778°N 27.51583°E
克拉斯涅（烏克蘭語：Красне），是烏克蘭的村落，位於該國西南部文尼察州，由莫希利夫-波季利斯基區負責管轄，始建於1910年，面積0.22平方公里，海拔高度322米，2001年人口51，人口密度每平方公里233.94人。